# Goniodoridella savignyi
Goniodoridella savignyi Pruvot-Fol, 1933 è un mollusco nudibranchio della famiglia Goniodorididae.

## Distribuzione e habitat
La specie è diffusa nella fascia tropicale e subtropicale dell'oceano Pacifico occidentale (Giappone, Corea del Sud).